# Synageles charitonovi
Synageles charitonovi är en spindelart som beskrevs av Jekaterina Michajlovna Andrejeva 1976. Synageles charitonovi ingår i släktet Synageles och familjen hoppspindlar. Inga underarter finns listade i Catalogue of Life.